# ERLEC1
ERLEC1‏ (Endoplasmic reticulum lectin 1) هوَ بروتين يُشَفر بواسطة جين ERLEC1 في الإنسان.